# Joe Satriani
Joseph Satriani (Westbury, Nueva York, 15 de julio de 1956) es un guitarrista estadounidense. Al principio de su carrera, trabajó como profesor de guitarra, y muchos de sus antiguos alumnos alcanzaron la fama, como Steve Vai, Larry LaLonde, Rick Hunolt, Kirk Hammett, Andy Timmons, Charlie Hunter, Kevin Cadogan y Alex Skolnick. Satriani desarrolló una exitosa carrera musical en solitario a mediados de los 80. Fue nominado en 15 ocasiones a los Premios Grammy y ha vendido más de 10 millones de discos en todo el mundo.
Según otros guitarristas ha conseguido dominar casi todas las técnicas de ejecución de su instrumento, incluyendo tapping a dos manos, sweep picking, volume swells y tap harmonics, entre otros. 

## Carrera

### Primeros años
Descendiente de italianos, Satriani nació en Nueva York. Su pasión por la guitarra empezó a la edad de 14 años, después de enterarse de la muerte de Jimi Hendrix. En 1974 Satriani empezó a estudiar música con el guitarrista de jazz Billy Bauer y el pianista Lennie Tristano. Este último fue una gran referencia para el sonido virtuoso de Joe. Satriani pasó de ser alumno a enseñar guitarra, siendo Steve Vai su pupilo más notable.
En 1978, Satriani se trasladó a Berkeley, California para iniciar una carrera musical. Establecido en California, continuó con la docencia musical. Entre sus estudiantes destacaron Kirk Hammett de Metallica, David Bryson de Counting Crows, Kevin Cadogan de Third Eye Blind, Larry LaLonde de Primus y Possessed, Alex Skolnick de Testament, Rick Hunolt de Exodus, Phil Kettner de Lääz Rockit, Geoff Tyson de T-Ride, Charlie Hunter, David Turin, Eric Kauschen y Reb Beach de Winger, entre otros.

### Ochenta y Noventa
Satriani inició su carrera en la agrupación The Squares. Luego fue invitado a unirse a la banda de Greg Kihn, el cual se encontraba en el final de su carrera musical, pero que generosamente se encargó de ayudar a Satriani a pagar la deuda de la grabación de su primer trabajo discográfico, Not of This Earth. Cuando su amigo y antiguo alumno Steve Vai consiguió fama tocando para la agrupación de David Lee Roth en 1986, seguía mostrando gran admiración por Joe en muchas entrevistas.
En 1987 grabó su segundo álbum, Surfing with the Alien, con el que consiguió un gran reconocimiento en la escena, logrando posicionarse muy alto en las listas, algo poco común tratándose de un álbum completamente instrumental. De dicho álbum lograron radiodifusión las canciones "Satch Boogie" y "Surfin' With the Alien". En 1988 Satriani colaboró en la producción del EP The Eyes of Horror de la banda de death metal Possessed. En 1989 lanzó el álbum Flying in a Blue Dream, al parecer inspirado en la reciente muerte de su padre, quien falleció en 1989 durante las grabaciones del disco. La canción "One Big Rush" hizo parte de la banda sonora de la película de Cameron Crowe Say Anything.... "The Forgotten Part II" fue utilizada en un comercial canadiense de la marca Labatt Blue en 1993.

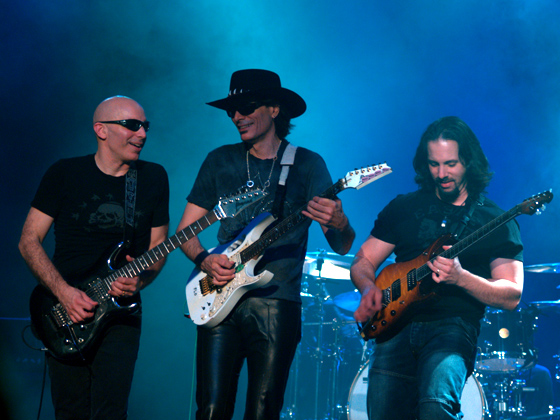
Satriani con Steve Vai y John Petrucci como parte del tour G3 en Melbourne, Australia (diciembre de 2006)

En 1992, Satriani lanzó The Extremist, su álbum más exitoso y aclamado hasta la fecha. La canción "Summer Song" gozó de plena radiodifusión, además de hacer parte de un comercial de la marca Sony. "Cryin'," "Friends" y la canción homónima también lograron conquistar las radios de la época. A finales de 1993, Joe se unió temporalmente a la legendaria agrupación Deep Purple, reemplazando al guiarrista Ritchie Blackmore durante una gira de la banda por Japón. Los conciertos fueron un éxito, por lo que se le ofreció a Joe ser un miembro permanente de la banda. Satriani decidió rechazar la oferta, pues previamente había firmado un contrato con Sony Records para la grabación de varios álbumes más. El guitarrista Steve Morse tomó finalmente el puesto que dejó vacante Satriani en Deep Purple.
En 1996 fundó el G3, un proyecto que constaba de tres guitarristas virtuosos. La formación original incluía a Satriani, Vai y Eric Johnson. El G3 ha continuado de forma periódica desde su creación, siendo Satriani el único músico que ha permanecido inamovible en el proyecto. Otros guitarristas que han participado del proyecto son: Yngwie Malmsteen, John Petrucci, Kenny Wayne Shepherd, Robert Fripp, Andy Timmons, Uli Jon Roth, Michael Schenker, Adrian Legg, Paul Gilbert, Steve Morse y Steve Lukather. En 1998 Satriani grabó el álbum Crystal Planet, con un sonido que recuerda al de sus discos de finales de los ochenta. Engines of Creation, uno de sus álbumes más experimentales, vio la luz en el año 2000, seguido por su primer directo titulado Live in San Francisco, lanzado en formato de disco dual.

### 2000–presente

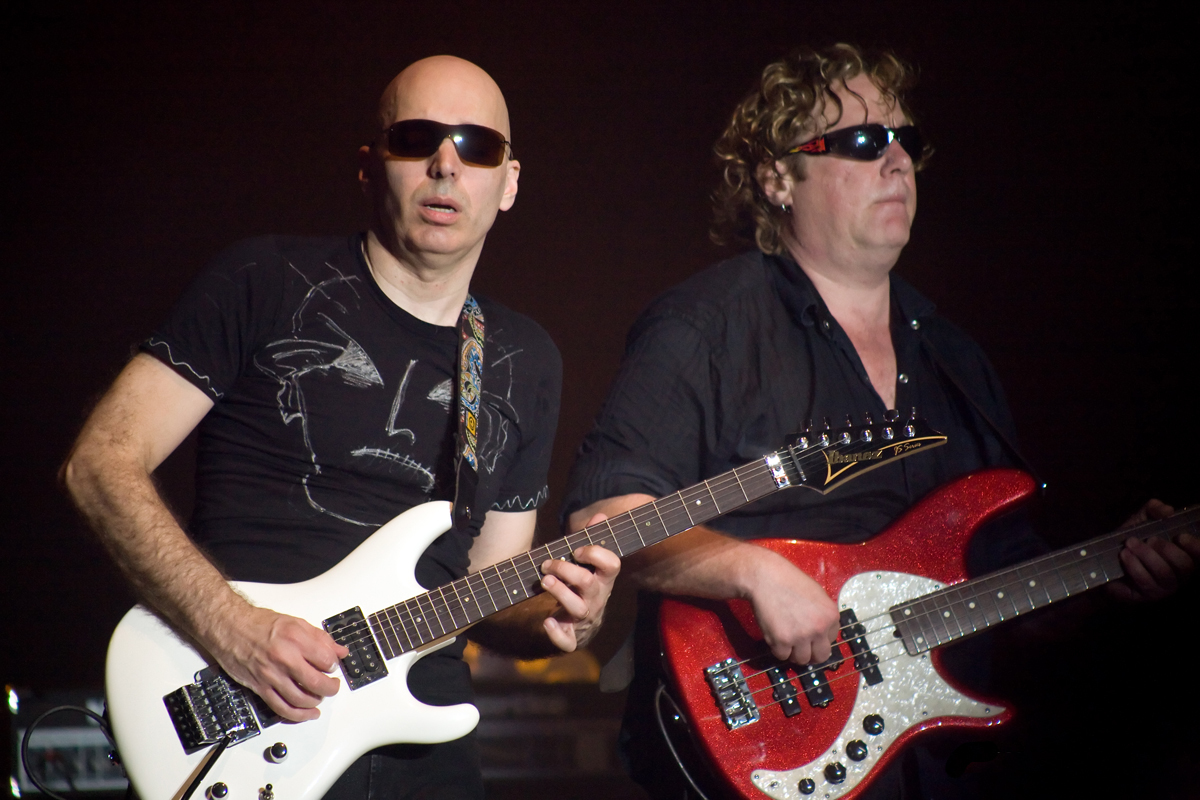
Joe Satriani junto a Stuart Hamm en el 2008.

Durante la década del 2000, Satriani grabó álbumes de manera constante, incluyendo Strange Beautiful Music en 2002 y Is There Love in Space? en 2004. En mayo de 2005, Satriani dio conciertos en la India por primera vez, dando recitales en Delhi, Kolkata y Mumbai. En 2006 grabó Super Colossal y Satriani Live!, extraído de un concierto en Anaheim, California.
En diciembre de 2008, Satriani demandó a la banda Coldplay, al tener la progresión de acordes, la melodía y la dinámica en la canción "Viva la Vida" igual a la de su canción "If I Could Fly" (2004). En septiembre de 2009, ambas partes llegaron a un acuerdo extrajudicial. En 2008 grabó el disco Professor Satchafunkilus and the Musterion of Rock. Ya en esta gira incluyó países que no había visitado entre ellos Colombia, presentándose el 8 de agosto de 2008 en el palacio de los deportes de Bogotá, En mayo de 2010, Satriani anunció la grabación de un nuevo álbum seguido de una gira. El disco fue titulado Black Swans and Wormhole Wizards, y vio la luz en octubre de 2010.
En mayo de 2013, Joe lanzó su álbum de estudio número 14, titulado Unstoppable Momentum. El disco fue acompañado de una extensa gira que llevó a Joe a países que no había visitado frecuentemente, como Colombia. Un box-set titulado Joe Satriani: The Complete Studio Recordings, conteniendo versiones remasterizadas de Not of This Earth a Unstoppable Momentum, fue lanzado el 22 de abril de 2014. Un libro llamado Strange Beautiful Music: A Memoir se lanzó para coincidir con la fecha de lanzamiento del box-set.
En agosto de 2014, Satriani participó en el G4 Experience, un campamento de guitarra de una semana de duración junto a los guitarristas Paul Gilbert, Andy Timmons, y el teclista Mike Keneally.
En febrero de 2015 se anunciaron las primeras fechas del Shockwave World Tour, iniciando en la ciudad de Mánchester el primero de noviembre de 2015, en soporte de su álbum de estudio número 15, que sería lanzado en julio del mismo año.

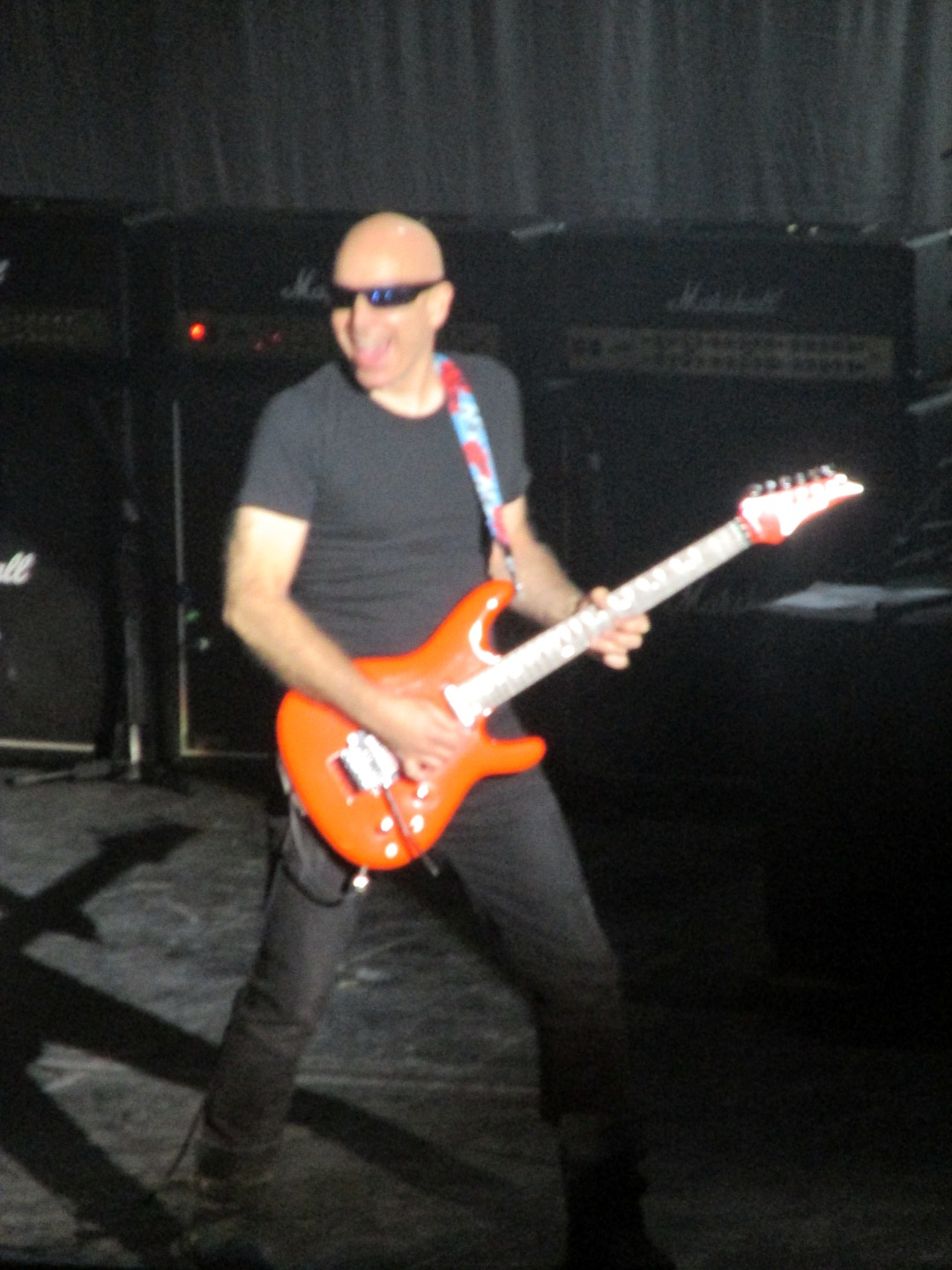
Satriani en Bogotá, Colombia, en el marco del tour Unstoppable Momentum, en 2014

### Chickenfoot
Actualmente además de continuar como guitarrista solista, se ha unido con figuras históricas del rock para formar la banda Chickenfoot, junto al excantante de Van Halen Sammy Hagar, el exbajista de la misma banda Michael Anthony, y el baterista de los Red Hot Chili Peppers Chad Smith.

### Colaboraciones con otros artistas
Satriani ha hecho apariciones en varios trabajos discográficos de otros artistas, incluyendo Hey Stoopid de Alice Cooper, Break Like the Wind de Spinal Tap, Imaginos de Blue Öyster Cult, y los discos solistas de Stu Hamm y Gregg Bissonette. Fue corista en el álbum debut de la banda Crowded House. En 2003, tocó la guitarra en el disco Birdland de los legendarios Yardbirds. En 2006, participó en algunas canciones del disco Gillan's Inn del cantante de Deep Purple, Ian Gillan.
En el disco Systematic Chaos de Dream Theater, Satriani aportó la letra recitada de la canción "Repentance", además de aportar un solo de guitarra para el álbum Rhythm of Time de Jordan Rudess. Compuso la mayor parte de la banda sonora del videojuego NASCAR 06: Total Team Control y contribuyó con Sega Rally Championship, además de aportar la canción "Crowd Chant" en NHL 2K10 y Madden NFL 11. Ha aparecido en varias películas, incluyendo For Your Consideration de Christopher Guest, interpretando al guitarrista de una banda. También participa en la película Moneyball, en la que aparece tocando el Himno de los Estados Unidos.

## Virtuosismo

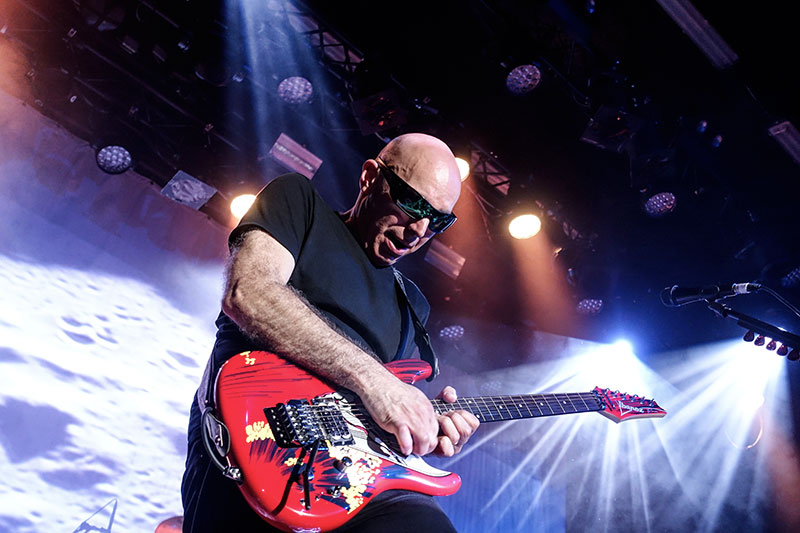
Satriani en Aarhus, 2016

Joe Satriani ha sido reconocido desde sus inicios como un músico de elevadísimo nivel instrumental, desde su consolidación con el célebre disco Surfing with the alien, lanzado a finales de los años '80. Su versatilidad, su limpieza y su creatividad a la hora de tocar y componer le han hecho merecedor de elogios de parte de un sinnúmero de músicos famosos, en su mayoría colaboradores que han compartido escena con él. Por ejemplo, Sammy Hagar, exvocalista de Van Halen, se refirió a él como El mejor guitarrista con el que he tocado alguna vez,[cita requerida] refiriéndose a su versatilidad para tocar hard rock, heavy metal, jazz y blues con igual facilidad y destreza. Sin embargo, Joe Satriani ha destacado no solo como un gran guitarrista, sino también por su calidad de multiinstrumentista, plasmada en sus discos por sus ejecuciones de armónica, teclado, bajo, canto e incluso un solo de banjo en el concierto acústico que Stevie Ray Vaughan grabó para MTV en el año 1989, publicado en 1990.
Su estilo ha trascendido en casi tres generaciones musicales, y al día de hoy es un respetado referente de la música moderna, tanto por sus discos como por sus clínicas y lecciones, en las que enseña a guitarristas de todos los niveles su técnica a la hora de tocar. Se le considera por los más audaces como uno de los padres del estilo shred,[cita requerida] e incluso se le ha llegado a tomar como uno de los mejores guitarristas de todos los tiempos.[cita requerida] Además, a diferencia de muchos guitarristas virtuosos, Joe Satriani no ejecuta sus pasajes veloces con alternate picking, sino con legato, siendo el máximo exponente de esta técnica en el panorama de la guitarra moderna.[cita requerida]
Si bien el músico que lo llevó a decidir ser guitarrista fue Jimi Hendrix, él ha reconocido en innumerables entrevistas que su influencia técnica proviene de Allan Holdsworth, con quien mantuvo una gran amistad desde 1993.

## Discografía
| - Not of This Earth (1986) - Surfing with the Alien (1987) - Flying in a Blue Dream (1989) - The Extremist (1992) - Time Machine (1993) - Joe Satriani (1995) - Crystal Planet (1998) - Engines of Creation (2000) | - Strange Beautiful Music (2002) - Is There Love in Space? (2004) - Super Colossal (2006) - Professor Satchafunkilus and the Musterion of Rock (2008) - Black Swans and Wormhole Wizards (2010) - Unstoppable Momentum (2013) - Shockwave Supernova (2015) - What Happens Next (2018) - Shapeshifting (2020) - The Elephants of Mars (2022) |